# Луїза Лейк-Тек
Луїза Агнеса Лейк-Тек (англ. Louise Agnetha Lake-Tack; нар. 26 липня 1944, Парафія Сент-Філіп[d]) — генерал-губернатор Антигуа і Барбуди з 17 липня 2007 року по 13 серпня 2014 року, перша жінка, що зайняла цей пост; змінила на ньому Джеймса Карлайла.

## Біографія
Народилася на острові Антігуа. Навчалася у державній школі Фрітауна, а потім у середній школі Антигуа для дівчаток у Сент-Джонсі. Після закінчення навчання поїхала до Великої Британії, де почала працювати медсестрою в Charing Cross Hospital. Здобула освіту юриста. З 1983 року працювала в Національній асоціації Антигуа та Барбуди у Лондоні.